# Nova Gora nad Slovensko Bistrico
Nova Gora nad Slovensko Bistrico je naselje v Občini Slovenska Bistrica. Formalno je bilo ustanovljeno leta 2000 z oddelitvijo delov naselij Kovača vas, Slovenska Bistrica in Zgornja Bistrica. Leta 2015 je imelo 153 prebivalcev.